# Acarajé
 (janvier 2012).
Si vous disposez d'ouvrages ou d'articles de référence ou si vous connaissez des sites web de qualité traitant du thème abordé ici, merci de compléter l'article en donnant les références utiles à sa vérifiabilité et en les liant à la section « Notes et références ».

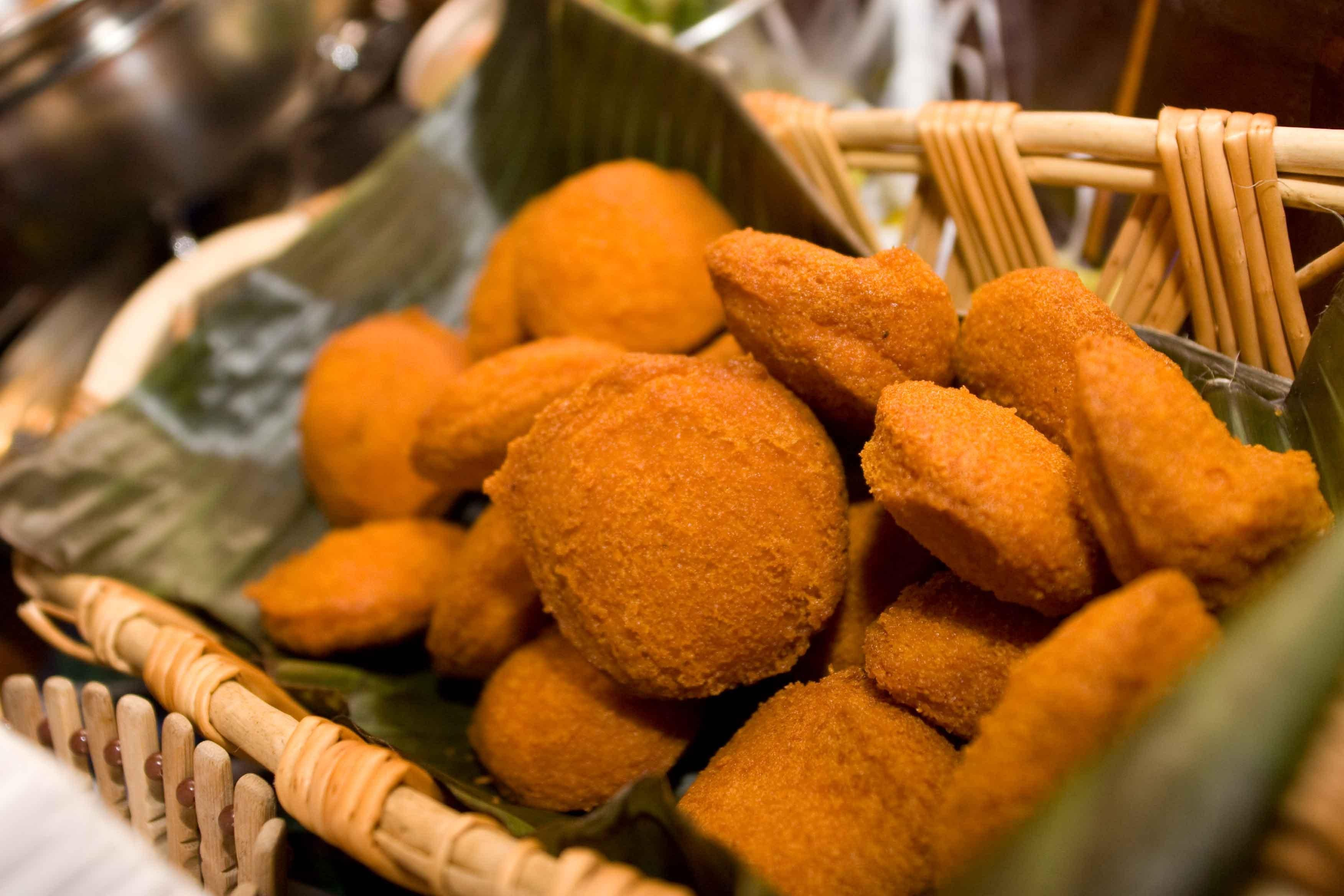
Bolinhos de acarajé.

L'acarajé est une spécialité culinaire afro-brésilienne faite à partir d'une pâte à base de niébé, d'oignon et de sel. Cette pâte est frite en petites boules dans de l'huile de palme. L'acarajé peut être servi avec du piment, des crevettes séchées, du vatapá, du caruru (pt) ou de la salade, presque tous des éléments essentiels de la cuisine du sud de l'État de Bahia.

## Acarajé de orixá

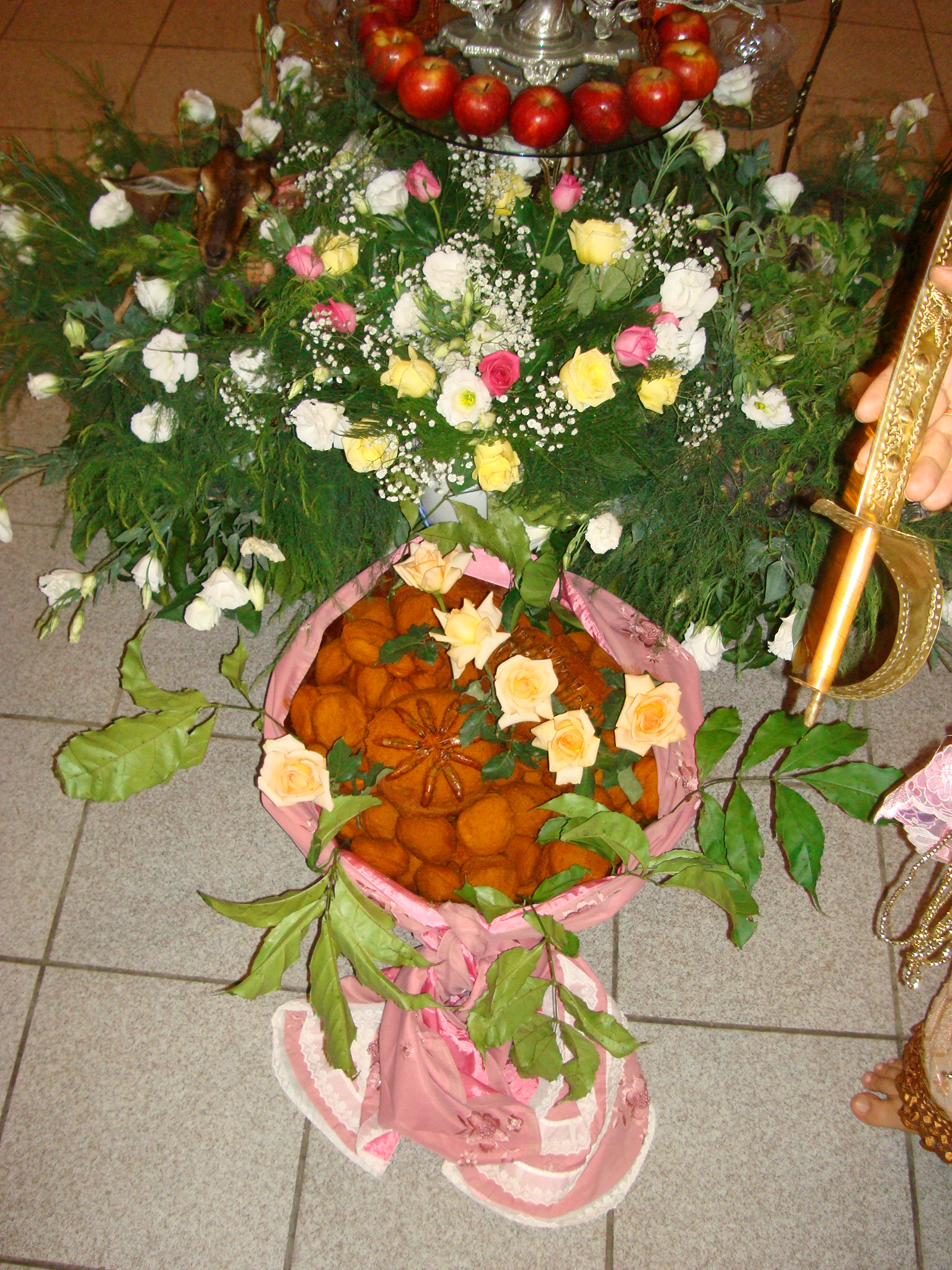
L'acarajé, nourriture rituelle du candomblé.

L'acarajé est la nourriture rituelle de l'orixa (ou orisha, divinité) Oya. En yoruba, il est appelé àkàrà je, àkàrà signifiant « boule de feu », et je, « manger ». Au Brésil, les deux mots ont été réunis en un seul, acarajé, autrement dit « manger une boule de feu », ce qui a lien avec le mode de préparation de ce plat. Le terme « akra » se retrouve en wolof et en créole pour désigner plus largement les beignets à base de farine de haricot.
L'acarajé est une boulette caractéristique du candomblé. Son origine est expliquée par un mythe sur la relation de Xangô avec ses épouses Oxum et Oya. La boulette est donc devenue une offrande à ces orixas. Même s'il peut être vendu dans un contexte profane, l'acarajé est encore considéré, par les Bahianaises, comme une nourriture sacrée. C'est pourquoi la recette, même si elle n'est pas secrète, ne peut être modifiée et l'acarajé doit être préparé seulement par des initiés.
L'acarajé est fait avec du niébé qui doit être concassé en gros morceaux dans un mortier, puis mis dans l'eau pour enlever la coque. Après cela, on le repasse au pilon pour obtenir cette fois-ci une pâte bien fine. On incorpore alors de l'oignon finement émincé et un peu de sel.
Le secret pour que l'acarajé soit souple est de passer un temps bien déterminé à travailler la pâte. Quand celle-ci est prête, elle ressemble à de la mousse. Pour la frire, on utilise une poêle profonde avec de l'huile de palme.
Normalement, on utilise deux cuillers pour frire : une pour prendre une quantité de pâte et une autre en bois pour mettre en forme les boulettes. L'huile doit être bien chaude avant de commencer à frire le premier acarajé.
Cette première boulette est toujours offerte à Exu pour la primauté qu'il a dans le candomblé. Les suivants sont frits normalement et offerts aux orixas pour lesquels ils sont cuisinés.

## Acarajéà la bahianaise
L'acarajé est aussi un plat typique vendu généralement par les vendeurs ambulants traditionnels de Bahia (tabuleiro da baiana[réf. nécessaire]). L'assaisonnement est plus travaillé et ils sont plus savoureux que quand ils sont destinés à être offerts aux orixas.
Ils sont préparés de la même façon. La différence principale réside dans la façon dont ils sont servis. Ils sont coupés en deux et remplis de vatapá, caruru (pt) et de langoustines fumées. On peut éventuellement y rajouter du piment et une salade de tomate verte avec de la coriandre.
La base de l'acarajé est similaire à celle de l'abará à la différence que ce dernier est cuit à la vapeur, alors que l'acarajé est frit.

## Recette
Comme proportions pour l'acarajé, on peut utiliser 500 g de feijão-fradinho épluchés et moulus, 150 g d'oignon émincé finement, une cuillère de sel (ou à volonté) et un litre d'huile de palme pour la friture. La farce de langoustine est faite avec de 4 à 6 tasses d'huile de palme, 3 oignons émincés, de l'ail au goût, 700 g de langoustines fumées décortiquées et du persil (cheiro-verde) frit de 10 à 15 minutes. On peut incorporer de la tomate et de la coriandre et, comme dit précédemment, caruru (pt), vatapá et sauce pimentée.